# 澳門中華總商會附設商訓學校
澳門中華總商會附設商訓學校（葡萄牙語：Escola Seong Fan da Associação Comercial de Macau）原名“商业训练班”、“商訓夜中學”，是位於澳門黑沙環的一所學校，地址為馬揸度博士大馬路523-547號，為中華教育會下的一所夜中教。1947年，澳门中华总商会在其会址开办一系列课程。1954年增办初中。1955年改现名。1978年，再办英语部、葡语部。1982年扩办高中。2024年，正式更名為“澳門中華總商會附設商訓學校”（簡稱“商訓學校”），開辦正規教育，成為澳門一間兼俱正規教育、回歸教育和持續教育的新型學校。